# Хлорид таллия(III)
Хлорид таллия(III) — бинарное неорганическое соединение, соль металла таллия с формулой TlCl3, бесцветные кристаллы, дымящиеся на воздухе, хорошо растворимые в воде, образует кристаллогидраты.

## Получение
- Пропускание хлора через суспензию хлорида таллия(I):

{\displaystyle {\mathsf {TlCl+Cl_{2}\ {\xrightarrow {}}\ TlCl_{3}}}}
- Разложение кристаллогидрата:

{\displaystyle {\ce {TlCl3*4H2O ->[t] TlCl3 + 4H2O}}}

## Физические свойства
Хлорид таллия и его кристаллогидраты образуют бесцветные кристаллы, хорошо растворимы в воде, спирте, эфире.
При кристаллизации из воды выделяется в виде кристаллогидрата TlCl3 · 4H2O, который плавится при 38 °С в собственной кристаллизационной воде.
Сушкой над P2O5 можно получить другие кристаллогидраты или безводную соль:
{\displaystyle {\mathsf {TlCl_{3}\cdot 4H_{2}O\ {\xrightarrow[{-H_{2}O}]{P_{2}O_{5}}}\ TlCl_{3}\cdot 3H_{2}O\ {\xrightarrow[{-H_{2}O}]{P_{2}O_{5}}}\ TlCl_{3}\cdot H_{2}O\ {\xrightarrow[{-H_{2}O}]{P_{2}O_{5}}}\ TlCl_{3}}}}
Безводные кристаллы очень гигроскопичны, дымят на воздухе (как AlCl3).
Из солянокислых растворов выделяется кристаллы тетрахлорталлиевой кислоты H[TlCl4] · 3H2O.

## Химические свойства
- При незначительном нагревании начинает разлагаться:

{\displaystyle {\mathsf {2TlCl_{3}\ {\xrightarrow {>40^{o}C}}\ Tl[Tl^{^{III}}Cl_{4}]+Cl_{2}}}}
- При более сильном нагревании полностью переходит в хлорид таллия(I):

{\displaystyle {\mathsf {TlCl_{3}\ {\xrightarrow {>150^{o}C}}\ TlCl+Cl_{2}}}}
- В горячей воде полностью гидролизуется:

{\displaystyle {\mathsf {2TlCl_{3}+3H_{2}O\ {\xrightarrow {100^{o}C}}\ Tl_{2}O_{3}\downarrow +6HCl}}}
- Разлагается щелочами:

{\displaystyle {\mathsf {2TlCl_{3}+6NaOH\ {\xrightarrow {}}\ Tl_{2}O_{3}\downarrow +6NaCl+3H_{2}O}}}
- Является окислителем:

{\displaystyle {\mathsf {2TlCl_{3}+3H_{2}S\ {\xrightarrow {}}\ Tl_{2}S\downarrow +2S\downarrow +6HCl}}}
{\displaystyle {\mathsf {TlCl_{3}+2Tl\ {\xrightarrow {}}\ 3TlCl\downarrow }}}
- С хлоридами щелочных металлов образует хлороталлаты сложного состава:

{\displaystyle {\mathsf {TlCl_{3}+3KCl\ {\xrightarrow {}}\ K_{3}[TlCl_{6}]}}}
{\displaystyle {\mathsf {2TlCl_{3}+3CsCl\ {\xrightarrow {}}\ Cs_{3}[Tl_{2}Cl_{9}]}}}